# Joseph Xaver von Adelstein
Joseph Xaver Freiherr von Adelstein, avstrijski general, * 24. avgust 1780, † 13. december 1850.

## Življenjepis
Okoli leta 1830 je bil poveljnik 25. lovskega bataljona, ki je bil nastanjen v Severni Italiji. Njegov portret visi v častniški jedilnici Vojašnice Hülgerth.

## Pregled vojaške kariere
Napredovanja
- generalmajor: 27. julij 1835